# راؤول ديل كامبو
راؤول ديل كامبو (بالإسبانية: Raúl Martín del Campo) هو لاعب كرة قدم إسباني في مركز الهجوم، ولد في 27 يوليو 1982 في سانتاندير في إسبانيا. لعب مع راسينغ سانتاندير ونادي إيبار.

## وصلات خارجية
- راؤول ديل كامبو على موقع قاعدة بيانات كرة القدم.إي يو (الإنجليزية)
- راؤول ديل كامبو على موقع Soccerway.com (الإنجليزية)